# Dark web intelectual
A intellectual dark web (abreviação: IDW) é um grupo vagamente definido e informal de acadêmicos e comentaristas que fazem oposição à predominância de ideias oriundas de política identitária, politicamente correto e cultura do cancelamento no ensino superior e na mídia dos países ocidentais. Quanto ao espectro político, seus membros são oriundos tanto da esquerda como da direita.
O nome "intellectual dark web" foi cunhado pelo investidor norte-americano Eric Weinstein. Quando concebido, a ideia era tratá-lo como uma metáfora, comparando a oposição à opinião dominante às práticas ilícitas encontradas na dark web. Ganhou notoriedade em 2018, num editorial do New York Times escrito por Bari Weiss. Weiss e outros autores definiram como membros da IDW uma grande variedade de pessoas de boa parte do espectro político, incluindo conservadores (Ben Shapiro e Douglas Murray), liberais (Maajid Nawaz e Sam Harris) e feministas (Ayaan Hirsi Ali). Também costuma ser associado à publicações online com tendências libertárias, como a Quillette.
Os autores e publicações vinculados à IDW demonstram preocupação com a inclinação para o autoritarismo existente em movimentos progressistas nos países ocidentais, o que inclui tentativas de censurar, boicotar ou intimidar quem manifeste posicionamentos contrários às visões progressistas, sobretudo nas universidades e na mídia. Eles geralmente associam essa tendência ao crescimento da influência dos movimentos vinculados à teoria crítica e justiça social — por sua vez influenciados pelo marxismo e pelo pós-modernismo — nas principais correntes do pensamento progressista, ameaçando a liberdade de expressão e favorecendo a divisão da sociedade em tribos (tribalismo). Embora compartilhem de certos ideais, seus membros costumam divergir em outras questões, carecendo de qualquer liderança ou organização central. Dada essa diversidade de pensamento, a validade do termo foi criticada por alguns daqueles que foram rotulados como seus membros.
As principais críticas das ideias associadas à IDW provêm principalmente de autores progressistas, que argumentam que a IDW visa legitimar intelectualmente as desigualdades sociais e superestima os danos causados por fenômenos como a cultura do cancelamento e políticas identitárias. Alguns críticos também alegam laços entre o IDW e movimentos de extrema direita como a alt-right, embora várias figuras da IDW tenham se manifestado contra a ideologia de extrema direita.

## Indivíduos associados
Em um editorial do New York Times, Bari Weiss listou as seguintes pessoas como associadas da intellectual dark web:
- Ayaan Hirsi Ali
- Jonathan Haidt
- Sam Harris
- Heather Heying
- Claire Lehmann
- Douglas Murray
- Maajid Nawaz
- Jordan Peterson
- Steven Pinker
- Joe Rogan
- Dave Rubin
- Ben Shapiro
- Lindsay Shepherd
- Michael Shermer
- Debra W. Soh
- Christina Hoff Sommers
- Bret Weinstein
- Eric Weinstein